# Julio Martel
Julio Pedro Harispe (14 de mayo de 1923, Buenos Aires, Argentina - 19 de febrero de 2009, Buenos Aires, Argentina), fue un cantante argentino de tango. Formó parte de la Orquesta del famoso músico de tango Alfredo De Angelis.

## Biografía
Siendo un adolescente migró con su familia al Gran Buenos Aires, instalándose en Munro, donde comenzó a cantar tangos.
En 1943 ganó el concurso organizado por Radio El Mundo para elegir un cantor para la orquesta de Alfredo de Ángelis, y en 1946 llegó al pináculo de la fama, cuando la emisora contrató a la orquesta para el muy popular programa radial Glostora Tango Club.
Se destacó como cantante de la orquesta de Alfredo de Ángelis, como solista o a dúo con Carlos Dante, durante los años cuarenta y como solista con orquesta propia en los años cincuenta.
En 1951 dejó la orquesta de De Ángelis actuando como solista con su propia orquesta hasta 1959.
En el cine cantó Pregonera, en la película El cantor del pueblo (1948), con la orquesta de De Ángelis y actuó como galán en El ídolo del tango (1948).
Se separó de la orquesta de De Ángelis en 1951, cantando en Uruguay, Chile y Colombia, donde se radicó durante tres años y dónde se escuchan muchísimo sus tangos.
En Munro, lugar de su residencia, su popularidad se mantuvo con los años pese al retiro, y ha sido homenajeado en vida con un festival en su honor y colocándole su nombre a una plaza. En 1992, en ocasión de celebrarse el 85.º aniversario de la ciudad, encabezó una caravana en auto descubierto.
Con registro vocal de barítono, entre sus canciones más difundidas se encuentran 
Pregonera, 
Pastora, 
Remolino y 
Pobre Colombina.

## Filmografía
- El cantor del pueblo (1948)
- El ídolo del tango (1949)